# Isak Arne Refvik
Isak Arne Refvik (Bergen, 25 dicembre 1956) è un ex calciatore norvegese, di ruolo attaccante.

## Carriera

### Club
Refvik giocò per quasi l'intera carriera nel Viking, eccezion fatta per un anno passato con gli scozzesi dello Hibernian. Segnò 86 reti in 407 incontri disputati per il Viking. Allo Hibernian, fu compagno di squadra del connazionale Svein Mathisen.

### Nazionale
Refvik giocò 7 partite per la Norvegia under 21, con una rete all'attivo. Debuttò il 25 agosto 1976, nella vittoria per 2-0 sulla Danimarca under 21.
Vestì anche la maglia della Nazionale maggiore in 7 circostanze. Esordì il 9 maggio 1979, subentrando a Svein Mathisen nella sconfitta per 1-0 contro il Portogallo.

## Palmarès

### Giocatore

#### Club

##### Competizioni nazionali
- Campionato norvegese: 2

Viking: 1979, 1982
- Coppa di Norvegia: 1

Viking: 1979